# パメラ・スー・マーティン
パメラ・スー・マーティン（Pamela Sue Martin、1953年1月5日 - ）は、アメリカ合衆国の女優。

## 来歴
コネティカット州ハートフォード生まれ。17歳でモデルの仕事を始める。1972年、映画『ポセイドン・アドベンチャー』に、メインキャストの一人の高校生役で出演。愛らしい容姿でたちまち若い世代のスターとなる。1977年のテレビドラマ『ハーディ・ボーイズ&ナンシー・ドルー』では、少女探偵ナンシー・ドルーを好演した。1981年からスタートしたソープオペラ『ダイナスティ』では、大富豪の快活な長女・ファロンを第4シーズンまで演じた。現在は女優活動の傍ら、アイダホ州で劇団を主宰している。
女優以外の活動では、アマゾン川に生息するアマゾンカワイルカの保護運動で知られる。私生活では3回の離婚歴があり、1男がある。

## 主な出演作品

### 映画
- To Find a Man (1972)
- ポセイドン・アドベンチャー The Poseidon Adventure (1972)
- Buster and Billie (1974)
- さらばハイスクール  Our Time (1974)
- 赤いドレスの女 The Lady in Red (1979)
- コカイン・ブルース Torchlight (1984)
- Flicks (1987)
- A Cry in the Wild (1990)
- Soupernatural (2010)
- McTaggart's Fortune (2013)

### テレビ
- 未婚白書 The Girls of Huntington House (1973)
- ガンと説教壇 The Gun and the Pulpit (1974)
- ハーディ・ボーイズ&ナンシー・ドルー The Hardy Boys/Nancy Drew Mysteries (1977 - 1978)
- Human Feelings (1978)
- ダイナスティ Dynasty (1981- 1984)
- ストロング・メディスン Strong Medicine (1986)
- デビルアイランド Bay Coven (1987)
- The Saint: The Software Murders (1989)
- Sky Trackers (1990)
- That '70s Show (2002)
- The L Word (2006)